# Necdet Üruğ
Mustafa Necdet Üruğ (* 1921 in Istanbul; † 18. April 2021) war ein türkischer General, der zuletzt von 1983 bis 1987 Chef des Generalstabes (Genelkurmay Başkanı) der türkischen Streitkräfte (Türk Silahlı Kuvvetleri) war.

## Leben
Nach dem Besuch der Kadettenanstalt von Bursa trat Üruğ als Offizieranwärter 1939 in die Militärschule (Harp Okulu) ein, die er 1941 als Warrant Officer der Artillerie verließ. Nach dem anschließenden Besuch der Artillerieschule fand er zwischen 1942 und 1948 Verwendungen in verschiedenen Militäreinheiten, ehe er von 1948 bis 1950 Absolvent der Militärakademie (Harp Akademisi) war. Nach deren Beendigung wurde er bis 1966 als Offizier und Stabsoffizier in verschiedenen Militäreinheiten eingesetzt.
1966 wurde Üruğ zum Brigadegeneral befördert und war zunächst stellvertretender Generalsekretär des nach dem Militärputsch vom 27. Mai 1960 eingesetzten Nationalen Sicherheitsrates (Millî Güvenlik Kurulu) sowie danach Leiter der Abteilung für strategische Planung im Generalstab der Türkei. Nachdem er 1969 zum Generalmajor befördert worden war, wurde er Kommandeur der Waffenschule (Zırhlı Birlikler Okulu) und der Ausbildungsdivision, ehe er anschließend Militärischer Vertreter der Türkei im NATO-Militärausschuss sowie daraufhin Leiter der Ausbildungsabteilung im Generalstab war.
Nach seiner Beförderung zum Generalleutnant 1973 wurde Üruğ Leiter der Direktion für Planungen und Richtlinien im Generalstab und übernahm danach das Amt des Kommandierenden Generals des XV. Korps.
1977 wurde er schließlich zum General befördert und übernahm 1978 als Nachfolger von Nurettin Ersin das Amt des Oberbefehlshabers der 1. Armee. Anschließend wurde er am 27. August 1981 zunächst stellvertretender Oberkommandierender der Landstreitkräfte (Türk Kara Kuvvetleri) und war daneben vom 27. August 1981 bis zum 15. November 1982 Generalsekretär des Verbindungsbüros von Außenministerium und Nationalem Sicherheitsrat (Millî Güvenlik Konseyi) sowie danach zugleich bis zum 1. Juli 1983 Generalsekretär des Verbindungsbüros zwischen dem Staatspräsidenten und dem Nationalen Sicherheitsrat.
Am 1. Juli 1983 folgte General Üruğ erneut General Ersin, und zwar nunmehr als Oberkommandierender der Landstreitkräfte. Als General Ersin auf eigenen Wunsch bereits wenige Monate später am 6. Dezember 1983 in den Ruhestand verabschiedet wurde, folgte ihm General Üruğ schließlich auch als Chef des Generalstabes der türkischen Streitkräfte.
Das Amt des Generalstabschefs übte er bis zu seinem eigenen Eintritt in den Ruhestand am 2. Juli 1987 aus. Nachfolger in diesem Amt wurde General Necip Torumtay, der zuvor ebenfalls Oberkommandierender der Landstreitkräfte war, 
Sein Onkel war General Faruk Gürler, der zwischen 1970 und 1972 Oberkommandierender der Landstreitkräfte und danach bis 1973 Chef des Generalstabes war. Üruğ starb im April 2021 im Alter von 100 Jahren.